# نادي رحيمو
نادي رحيمو هو نادي كرة قدم بوركيني من مدينة بوبوديولاسو يشارك في دوري بوركينا فاسو الممتاز..